# III. Svend dán király
III. Svend (dánul: Svend III Grathe) (kb. 1125 – 1157. október 23.) Dánia királya megosztva V. Knuttal és I. Valdemárral.

## Élete

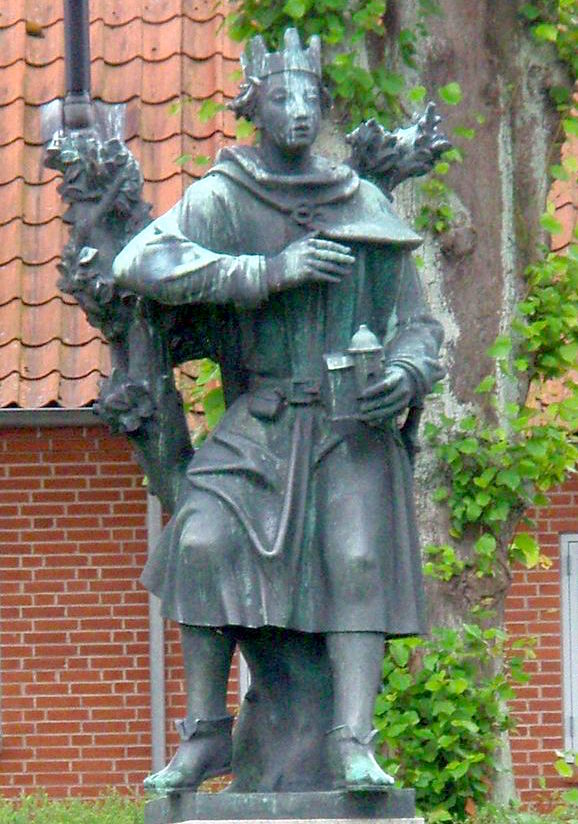
III. Svend szobra az általa alapított Nordborg város központjában.

Svend II. Erik dán király és ágyasa, Thunna házasságon kívül született gyermeke volt. Az 1130-as években apjával együtt Norvégiába utazott, mikor Erik Niels királlyal vetélkedett a dán trónért. II. Erik 1137-es halálakor a trónt III. Erik örökölte, Svend pedig III. Konrád német-római császár udvarába utazott. Itt barátkozott össze Konrád unokaöccsével Frigyessel, akiből később császár lett.
1146-ban visszatért Dániába, ahol a lundi érsek tiltakozása dacára, unokatestvére Valdemár segítségével megpróbálta szentté avattatni Valdemár apját, Knut Lavardot (aki Svend nagybátyja volt). Mikor 1146-ban III. Erik lemondott a trónról, a sjællandi nemesek Svendet választották dán királynak, míg a jütlandiak V. Knuttal tették ugyanezt.
A következő években a Valdemár által támogatott Svend Knuttal harcolt a trónért. Eskil, a lundi érsek Knutot támogatta, de jelentős birtokadományokkal Svend átcsábította magához, így sikerült teljesen visszaszorítania ellenfelét Jütlandra. 1147-ben meghirdették a vendek elleni keresztes háborút és a két ellenfél egyesítette erőit a pogányok ellen. Azonban továbbra sem bíztak egymásban, és mikor egy tengeri csatában Svend elvesztette a zászlóshajóját, mert Knut flottája nem segített hajóinak, a viszonyuk újból elmérgesedett és a polgárháború kiújult.
Svend idővel elfoglalta Fyn szigetét és Jütland egyes részeit és Valdemárt megtette Schleswig hercegének. Ezután Etheler von Dithmarschennek szövetségben legyőzték Holstein grófját, aki Knutot támogatta. 1150-re kiszorította Knutot Dániából és 1151-es újabb próbálkozását is sikeresen hárította. Mind Knut, mind Svend III. Konrád császárhoz fordult segítségért. A császár azonban hamarosan meghalt és 1152-ben a nemrég megkoronázott Barbarossa Frigyes hozta létre az egyezséget a felek között. Eszerint Svend lett a király, de Knut is jelentős országrész fölött uralkodhatott, Valdemár pedig megtartotta a Schleswigi hercegséget. Svend azonban nem tartotta be a megegyezést, csak jelentéktelen birtokokat adott át Knutnak.
1154-ben Knut és Valdemár szövetséget kötött és megdöntötték Svend uralmát. A szövetség értelmében közösen uralkodtak és Valdemárt is megkoronázták. Svendet elhagyták támogatói, ő pedig Németországba vonult száműzetésbe. Három év múlva, 1157-ben tért vissza Oroszlán Henrik támogatásával és kikényszerítette, hogy az országot három részre osszák és hárman uralkodjanak rajta. Svend Skånet választotta. 1157. augusztus 9-én Svend Roskildében nagy lakomát rendezett a béke megünneplésére, és az ünnepség során megpróbálta meggyilkoltatni riválisait. Knutot megölték, de Valdemárnak sikerült elmenekülnie.
1157. október 23-án Svend és Valdemár seregei a Grathe-pusztaságon csaptak össze. Svend vereséget szenvedett és menekülés közben lova besüppedt a lápba és a helybeli parasztok megölték.

## Családja
Svend 1152-ben feleségül vette Adela von Meissent, Konrád meisseni őrgróf lányát. Két gyermekük született:
- Erik(?), fiatalon meghalt
- Luitgard, feleségül ment I. Berthold isztriai őrgrófhoz.

## Fordítás
- Ez a szócikk részben vagy egészben  a   Sweyn III of Denmark című angol Wikipédia-szócikk ezen változatának fordításán alapul.  Az eredeti cikk szerkesztőit annak laptörténete sorolja fel. Ez a jelzés csupán a megfogalmazás eredetét és a szerzői jogokat jelzi, nem szolgál a cikkben szereplő információk forrásmegjelöléseként.

| Előző uralkodó: III. Erik | Dánia királya 1146 – 1157 | Következő uralkodó: I. Valdemár |